# Amatola unidentata
Amatola unidentata is een hooiwagen uit de familie Triaenonychidae. De wetenschappelijke naam van Amatola unidentata gaat terug op Lawrence.